# Ring of Fire
"Ring of Fire" er en countrysang fra Johnny Cash-albummet Ring of Fire: The Best of Johnny Cash fra 1963, og som var et megahit i 1960'erne. Sangen er skrevet af June Carter og Merle Kilgore og blev sunget af Johnny Cash.
Sangen beskriver Junes forhold til Johnny i den periode, som var inden parret blev gift.
"Ring of Fire" blev oprindeligt indspillet af Junes søster, Anita Carter i 1962. Denne indspilning opnåede ikke større succes, men Johnny Cash kunne godt lide den, og han indspillede den året efter i en mere mexicansk-inspireret udgave, og den blev Cashs største hit med syv uger på countryhitlistens førsteplads samt top 20-placering på pophitlisten i 1964.
Sangen er efterfølgende blevet indspillet af en lang række andre kunstnere, herunder Jerry Lee Lewis, Tom Jones, Ray Charles, Frank Zappa, Blondie, Bob Dylan, Grace Jones og Leningrad Cowboys. 
Ring of Fire er endvidere titlen på en musical, der uden større succes blev sat op på Broadway i 2006.
I 2004 blev sangen brugt i en reklame for Preparation H-cream mod hæmorider. Reklamen blev dog aldrig lanceret da Rosanne Cash meldte ud at, "We would never allow the song to be demeaned like that" (Vi vil aldrig tillade, at sangen blive nedgjort sådan).